# Vokalatmung
Vokalatmung, auch Vokalsingen genannt, ist eine aus indischen Yogaübungen stammende Atemmethode, mit dem Schwerpunkt der Intonation der Vokale beim Ausatmen. Sie wird zur Stimmbildung genutzt, da nach Ansicht der Verwender die Stimme dadurch „geklärt“ und gekräftigt wird. Als alternativmedizinischer Ansatz findet sie in der Psychotherapie Anwendung. 

## Methode
In entspannter Sitzhaltung mit geradem Rücken wird langsam und tief eingeatmet. Daraufhin wird vollständig und kräftig ausgeatmet, bis möglichst die gesamte Luft ausgeatmet ist. Während des Ausatmens wird ein Vokal intoniert.

## Entstehung
Ursprünglich stammt die Vokalatmung aus indischen Yogaübungen und wurde im Westen weiterentwickelt, um einen natürlichen Bezug zu Atem, Körper und Bewusstsein herzustellen. Mit jedem der Vokale würde jeweils ein bestimmtes Chakra stimuliert.
Im deutschen Sprachraum wurde die Vokalatmung durch Benno Max Leser-Lasario, einen Pionier der Atemtherapie, zum ersten Mal einer größeren Öffentlichkeit bekannt. Als gezielte Methode der rhetorischen Sprachschulung und der Persönlichkeitsbildung wurde die Vokalatmung im deutschen Sprachraum wahrscheinlich zuerst von Oscar Schellbach empfohlen.

## Anwendung

### Stimmbildung
Die Vokalatmung wird als Mittel zur Stärkung der Stimme eingesetzt. Atem-, Stimm- und Sprechlehrer sowie Sprecherzieher bringen sie Berufssprechern und Sängern zu Beginn einer Gesangsausbildung bei, weil dadurch die Stimme langsam und systematisch gekräftigt werden kann. Auch viele Rhetoriktrainer, die seriös arbeiten, verweisen inzwischen auf diese Atemmethode.
Physiologisch gesehen werden einerseits die Stimmlippen (umgangssprachlich: Stimmbänder) gekräftigt sowie andererseits die Zwerchfellmuskulatur aufgebaut.

### Logopädie
Bei bestimmten Sprachstörungen wie Stottern oder der Sprech-Sprachstörung Poltern ist die Vokalatmung meistens angezeigt, weil die Patienten ihre Sprechorgane durch Vermeidungsverhalten derart vernachlässigen, dass die Stimmlippen unterentwickelt sind. Im Zweifel sollte man bei derartigen Störungsbildern die Vokalatmung immer in eine Therapie einbauen, weil der Zusatzeffekt, dass nämlich Patienten ein besseres Gefühl für ihre Stimme und ihr Artikulationsverhalten entwickeln, bei der Therapie sehr hilfreich ist.

### Psychotherapie
In der Psychotherapie kann die Vokalatmung eingesetzt werden, um dem Patienten eine weitere Selbsterfahrungsmöglichkeit zu geben, die seine Persönlichkeit festigen kann. Der als Rhetoriktrainer tätige Psychologe Nikolaus B. Enkelmann, der die Vokalatmung auch zur Stimmbildung empfiehlt, bezeichnet die regelmäßige Praxis der Vokalatmung wegen ihres Einflusses auf die Persönlichkeitsbildung als psychogenes Atemtraining.
In der Angsttherapie ist der Einsatz der Vokalatmung ebenfalls verbreitet. Hierbei wird versucht, ein beruhigendes Atmen hervorzurufen, welches die Angstgefühle auf ein Minimum reduziert.
Ferner kann das Vokalsingen auch als Bestandteil einer kontrollierten Hypnoseeinleitung verwendet werden.

### Entspannungsmethode
Als Atementspannung stellt die Vokalatmung überdies eine Entspannungsmethode dar, die idealerweise mit weiteren Atemübungen kombiniert werden sollte.